# William Hurton
William Hurton (født 1825, død 1862) var en engelsk forfatter og journalist. Han er kendt i Danmark og Skandinavien for sin rejsebeskrivelse af de skandinaviske lande: A Voyage from Leith to Lapland or: Pictures from Scandinavia (1850).